# Wolseley 6/99
Der 6/99 war der letzte große PKW von Wolseley. Der Wagen wurde von Pininfarina entworfen und die Konstruktion von der BMC-Styling-Abteilung ergänzt. Er wurde von BMC auch unter anderen Markennamen verkauft, als Austin A99 Westminster und Vanden Plas Princess 3 Litre. Die Fertigung begann 1959 und 1961 wurden die Autos überarbeitet und umbenannt. Der Wolseley blieb als Wolseley 6/110 bis 1968 in Produktion. Viele Polizisten halten den 6/110 für den besten Streifenwagen, der je von der Londoner Stadtpolizei angeschafft wurde.
In Dänemark wurden diese Autos auch als Wolseley 300 angeboten.
Es gab noch zwei andere von Farina entworfene Modelllinien, die BMC in dieser Zeit herausbrachte, den kompakten Austin A40 Farina und den mittelgroßen Wolseley 15/60 und seine Ableger. Obwohl letzterer dem 6/99 ähnlich sah, hatte er mit ihm keinerlei Karosserieteile und wenig andere Teile gemeinsam.

## Wolseley 6/99
Die erste Generation der großen Farina-Konstruktionen wurde mit dem Austin A99 Westminster eingeführt; der Wolseley 6/99 folgte wenig später 1959 und ersetzte den 6/90. Er hatte den gleichen BMC-C-Sechszylinder-Reihenmotor mit einem Hubraum von 2912 cm³, einer Leistung von 102 bhp (75 kW) und SU-Doppelvergasern wie der Austin-Healey 3000.
Das Fahrwerk war ein übliches BMC-Arrangement mit Schraubenfedern und Querlenkern an der Vorderachse und einer starren, angetriebenen Hinterachse mit halbelliptischen Blattfedern. An der Vorderachse hatte der Wagen zusätzlich einen Stabilisator. Die Vorderräder wurden mit Scheiben von 273 mm Durchmesser von Lockheed gebremst, die Hinterräder von Trommeln mit 245 mm Durchmesser, alles mit Bremskraftverstärker.
Der Innenraum war luxuriös ausgestattet, um den Wolseley von seinem Austin-Stallgenossen zu unterscheiden. Armaturenbrett und Türinnenverkleidungen waren in poliertem Holz gehalten. Die einzelnen Vordersitze und die Rückbank waren mit Leder bezogen, die Rückbank hatte eine ausklappbare Mittelarmlehne. Es gab eine Reihe von ein- oder zweifarbigen Lackierungen.
Das Magazin „The Motor“ testete 1959 einen 6/99 mit Overdrive, der eine Höchstgeschwindigkeit von 156 km/h und eine Beschleunigung von 0–100 km/h in 14,4 sec. erreichte. Der Benzinverbrauch lag bei 13,1 l/100 km.
Es entstanden 13.108 Wolseley 6/99.

## Wolseley 6/110
1961 wurden die großen Farina-Konstruktionen überarbeitet und firmierten als ’’Wolseley 6/110’’, Austin A110 Westminster und Vanden Plas Princess 3 Litre Mk. II. Die Wagen hatten den gleichen Motor wie vorher, der aber 120 bhp (88 kW) abgab. Der Schalthebel wurde aus der Fahrzeugmitte an den Lenkstock verlegt. Ab Juli 1962 gab es auch Servolenkung und Klimaanlage.
Das Mark-II-Modell wurde 1964 mit kleineren 13”-Rädern und Vierganggetriebe herausgebracht, ein Overdrive war weiterhin lieferbar, aber nur auf Wunsch. Die Fertigung des Wolseley wurde 1968 nach 24.101 Exemplaren eingestellt. Nur das Schwestermodell Austin A110 Westminster wurde direkt durch den erfolglosen Austin 3-litre ersetzt, der bis 1971 in Produktion blieb. Die luxuriösen Varianten von Wolseley und Vanden Plas erreichten beide das Prototypenstadium, wurden dann aber nicht weiterentwickelt.

## Clubs
Ein enthusiastischer und aktiver Besitzerclub, der Cambridge-Oxford Owners’ Club sorgt für diese Autos und ihre BMC-Schwestermodelle. Der Club hat sich zum Ziel gesetzt, die Autos fahrbereit zu halten, bietet Beratung, Ersatzteile und ein soziales Forum für die Eigentümer.